# Relations entre Singapour et le Vietnam
Les relations entre Singapour et le Viêt Nam constituent les relations étrangères bilatérales entre la république de Singapour et la république socialiste du Viêt Nam.
Singapour et le Viêt Nam commencent les relations commerciales au XIXe siècle. En raison de la politique anticommuniste de Singapour, le pays soutient le Sud-Viêt Nam avant l'unification du Viêt Nam. Singapour entame également des relations diplomatiques officielles avec le Nord-Viêt Nam le 1er août 1973. Après l'unification du Viêt Nam, Singapour commence à améliorer ses relations avec la République socialiste du Viêt Nam. Les relations se détériorent pendant la guerre cambodgienne-vietnamienne, mais s'améliorent à nouveau après le retrait de l'armée populaire du Viêt Nam du Cambodge.
Singapour et le Viêt Nam entretiennent d'excellentes relations bilatérales à multiples facettes, et les deux pays sont membres de l'Association des nations de l'Asie du Sud-Est (ANASE).

## Historique
Selon les chroniques, en 1330, des envoyés malais de Temasek arrivent dans le nord du Viêt Nam et sont accueillis par le prince vietnamien Tran Nhat Duat, qui est décrit comme "parlant couramment la langue de Temasek".
Singapour commence les relations commerciales avec le Viêt Nam au XIXe siècle, certains navires vietnamiens exportent et vendent des produits à Singapour.
Ho Chi Minh, le premier président de la République démocratique du Viêt Nam, vit à Singapour après avoir été libéré par le gouvernement de Hong Kong. Néanmoins, il est arrêté par la police de Singapour en 1932 et déporté à Hong Kong. En décembre 1941, le Japon attaque Singapour en utilisant des bases militaires au Viêt Nam, ce qui provoque l'occupation japonaise de Singapour. Après la Seconde Guerre mondiale, la France utilise Singapour comme site intermédiaire pour envoyer des troupes et du matériel afin de réprimer le mouvement indépendantiste vietnamien.
Au début, Singapour met en œuvre une politique anticommuniste, obligeant le gouvernement de Singapour à soutenir le Sud-Viêt Nam. Lorsque Singapour obtient son indépendance de la Malaisie en 1965, le Sud-Viêt Nam devient l'une des premières nations asiatiques à reconnaître Singapour et à établir des relations diplomatiques avec elle.
Le 1er août 1973, Singapour établit des relations diplomatiques avec le Nord-Viêt Nam. En 1975, la chute de Saigon marque l'unification du Viêt Nam. Singapour commence à améliorer ses relations avec la République socialiste du Viêt Nam. En octobre 1978, Phạm Văn Đồng, le Premier ministre du Viêt Nam, se rend à Singapour et devient le premier Premier ministre du Viêt Nam à se rendre à Singapour après l'unification.
En décembre 1978, le Viêt Nam décide d'envoyer des troupes au Cambodge, ce qui conduit au déclenchement de la guerre cambodgienne-vietnamienne. Singapour soutient la résistance anti-vietnamienne au Cambodge et organise une campagne internationale pour condamner le Viêt Nam. Singapour ne reconnaît pas non plus la République populaire du Kampuchéa. Les relations entre les deux nations se normalisent après le retrait des troupes vietnamiennes du Cambodge en 1990 et l'adhésion du Viêt Nam à l'Association des nations de l'Asie du Sud-Est en 1995. Les dirigeants de Singapour et du Viêt Nam se rencontrent fréquemment. En 2004, Phan Van Khai, le Premier ministre du Viêt Nam, se rend à Singapour et signe la déclaration conjointe sur le cadre de coopération global du XXIe siècle. En 2013, Lee Hsien Loong, le Premier ministre de Singapour, se rend au Viêt Nam et établit des relations de partenariat stratégique avec le Viêt Nam. En 2015, Nguyen Tan Dung, le Premier ministre du Viêt Nam, se rend à Singapour à deux reprises pour les funérailles de Lee Kuan Yew, l'ancien ministre mentor de Singapour, et les activités de célébration du 50e anniversaire de Singapour.

## Relations commerciales
Selon les données de l'Observatoire de la complexité économique, dans les années 1990, la valeur exportée de Singapour vers le Viêt Nam est d'environ 1 million de dollars américains, et elle passe à 8 milliards de dollars américains en 2008. Bien qu'elle chute par la suite, la valeur exportée est toujours environ 4 milliards de dollars américains. Le pétrole raffiné est le principal produit que Singapour exporte vers le Viêt Nam.
Dans les années 1990, la valeur des exportations du Viêt Nam vers Singapour est d'environ 400 millions de dollars américains. Il passe à 2,4 milliards de dollars américains en 2008, puis tombe à 1,6 milliard de dollars américains en 2012, puis il réaugmenté à nouveau en 2013. Le pétrole brut est le principal produit que le Viêt Nam exporte vers Singapour.
Le 5 mai 1993, la Commission de coopération Viêt Nam-Singapour est créée. Le 6 décembre 2005, le ministère du Commerce et de l'Industrie de Singapour et le ministère de l'Industrie et du Commerce du Viêt Nam signent un accord comprenant 6 aspects tels que la finance, l'investissement, le commerce et les services, le transport, les technologies de l'information et des télécommunications, l'éducation et la formation. L'accord entre en vigueur le 23 janvier 2006. En 2014, Singapour est le troisième investisseur étranger au Viêt Nam, qui investit au total 32,7 milliards de dollars américains et contribue à 1 300 projets. La province de Bình Dương, Haiphong, la province de Bắc Ninh, la province de Quảng Ngãi, la province de Hải Dương et la province de Nghệ An au Viêt Nam possèdent des parcs industriels conjoints Viêt Nam-Singapour.
Le 13 septembre 2013, Lim Hng Kiang, ministre du Commerce et de l'Industrie de Singapour et Bui Quang Vinh, ministre de la Planification et de l'Investissement du Viêt Nam, accueillent la 9e réunion sur la connexion Singapour-Viêt Nam qui se tient à Ho Chi Minh-Ville.

## Relations culturelles
Depuis 1992, 16 000 fonctionnaires vietnamiens ont accepté une formation du programme de coopération de Singapour, notamment dans les domaines de la santé, de l'environnement, des finances, du commerce, de la productivité, de la gestion publique et de l'anglais. En 2002, le centre de formation Viêt Nam-Singapour est créé à Hanoï.
Le ministère de l'Éducation de Singapour offre des bourses aux étudiants vietnamiens qui terminent leurs études secondaires de premier cycle et qui ont de bons résultats en anglais et dans les activités parascolaires.